# Перехрестье (Пинский район)
Перехре́стье (бел. Перахрэсце) — деревня в Пинском районе Брестской области Белоруссии, входит в состав Дубойского сельсовета. Население по переписи 2019 года — 1 житель.

## География
Расположена в 11 км (13 км по автодорогам) к югу от центра сельсовета, деревни Дубое, и в 23 км (36 км по автодорогам) к юго-западу от центра Пинска. 

## История
Обозначена на карте первой половины XIX века как Перекрестье. В 1909 году — деревня Бродницкой волости Пинского уезда Минской губернии, 11 дворов.
В 1921—39 годах — в составе Польши, в гмине Хойно Пинского повета Полесского воеводства. По переписи 1921 года в колонии Перехрестье было 14 жилых домов и 3 прочих обитаемых здания, в которых проживало 79 человек (39 мужчин, 40 женщин), все белорусы (по вероисповеданию — православные).
С 1939 года — в составе БССР, с 1940 года — в Невельском сельсовете Жабчицкого района Пинской области, в 1940 году — 30 дворов. С июля 1941 по июль 1944 года была оккупирована немецко-фашистскими захватчиками. С 1954 года — в Брестской области, с 1957 года — в Пинском районе. 17 апреля 1959 года передана в состав Дубойского сельсовета. В 1970 году входила в состав колхоза «Восток». Сохранились разрушенные сельхозпостройки.